# Fausto Birbini
Fausto Birbini (ur. 14 kwietnia 1960 w Castelmassie) – włoski żużlowiec.

## Życiorys
Dwukrotny finalista indywidualnych mistrzostw świata juniorów (Lonigo 1978 – XI miejsce, Leningrad 1979 – XVI miejsce). Brązowy medalista indywidualnych młodzieżowych mistrzostw Włoch (1978). Trzykrotny finalista indywidualnych mistrzostw Włoch (1979 – VI miejsce, 1980 – V miejsce, 1981 – VII miejsce). Drużynowy mistrz Włoch (1981). Uczestnik półfinału kontynentalnego drużynowych mistrzostw świata (Rodenbach 1980 – IV miejsce).